# حصن المسلم
حصن المسلم من أذكار الكتاب والسنة كتاب أدعية تأليف سعيد بن علي بن وهف القحطاني حرر في شهر صفر 1409هـ والكتاب يحتوي على أذكار النبي محمد صلى الله عليه وسلم  في مختلف مواضع الحياة اليومية وهو من أكثر الكتب الإسلامية انتشارا لسهولة أسلوبه والتزامه بالصحيح من الأحاديث.
الكتاب يقع في 160 صفحة مقاس 8.5*12 سم، وهو مصنف ضمن الأدعية والأوراد حسب فهرسة مكتبة الملك فهد الوطنية بالسعودية.

## اختصارات الذكر
كتب المؤلف سعيد بن علي بن وهف القحطاني في كتابه حصن المسلم عن سبب اختصار الذكر :
| حصن المسلم | فهذا مختصر إختصرته من كتابي (الذكر والدعاء والعلاج بالرقي من الكتاب والسنة) اختصرت فيه قسم الأذكار، ليكون خفيف الحَمْلِ في الأسفار، وقد اقتصرت على متن الذكر، واكتفيت في تخريجه بذكر مصدر أو مصدرين مما وجد في الأصل، ومن أراد معرفة الصحابي أو زيادة في التخريج فعليه بالرجوع إلى الأصل. | حصن المسلم |

## الترخيص
صدرت الإذن لطباعة الكتاب من رئاسة إدارات البحوث العلمية والافتاء والدعوة والإرشاد بكتابتها رقم 5/1041 بتاريخ 3 رمضان 1409هـ، وصدرت الإذن من وزارة الإعلام السعودية بكتابها رقم 6104/م بتاريخ 10 شوال 1409هـ.

## أجزاء الكتاب
- المقدمة
- فضل الذكر
- أذكار الاستيقاظ من النوم
- دعاء لبس الثوب
- دعاء لبس الثوب الجديد
- الدعاء لمن لبس ثوباً جديداً
- ما يقول إذا وضع الثوب
- دعاء دخول الخلاء
- دعاء الخروج من الخلاء
- الذكر قبل الوضوء
- الذكر بعد الفراغ من الوضوء
- الذكر عند الخروج من المنزل
- الذكر عند الدخول المنزل
- دعاء الذهاب إلى المسجد
- دعاء دخول المسجد
- دعاء الخروج من المسجد
- أذكار الأذان
- دعاء الاستفتاح
- دعاء الركوع
- دعاء الرفع من الركوع
- دعاء السجود
- دعاء الجلسة بين السجدتين
- دعاء سجود التلاوة
- التشهد
- الصلاة على النبي  بعد التشهد
- الدعاء بعد التشهد الأخير وقبل السلام
- الأذكار بعد السلام من الصلاة
- دعاء صلاة الاستخارة
- أذكار الصباح والمساء
- أذكار النوم
- الدعاء إذا تقلب ليلاً
- دعاء القلق والفزع في النوم ومن بلي بالوحشة
- ما يفعل من رأى الرؤيا أو الحلم
- دعاء قنوت الوتر
- الذكر عقب السلام من الوتر
- دعاء الهم والحزن
- دعاء الكرب
- دعاء لقاء العدو وذي السلطان
- دعاء من خاف ظلم السلطان
- الدعاء على العدو
- ما يقول من خاف قوماً
- دعاء من أصابه شك في الإيمان
- الدعاء قضاء الدين
- دعاء الوسوسة في الصلاة والقراءة
- دعاء من استصعب عليه أمر
- ما يقول ويفعل من أذنب ذنباً
- دعاء طرد الشيطان ووساوسه
- الدعاء حينما يقع مالا يرضاه أو غلب على أمره
- تهنئة المولود له وجوابه
- ما يعوذ به الأولاد
- الدعاء للمريض في عيادته
- فضل عيادة المريض
- دعاء المريض الذي يئس من حياته
- تلقين المحتضر
- دعاء من أصيب بمصيبة
- الدعاء عند إغماض الميت
- الدعاء للميت في الصلاة عليه
- الدعاء للفرط في الصلاة عليه
- دعاء التعزية
- دعاء عند إدخال الميت القبر
- دعاء بعد دفن الميت
- دعاء زيارة القبور
- دعاء الريح
- الدعاء الرعد
- من أدعية الاستسقاء
- الدعاء إذا نزول المطر
- الذكر بعد نزول المطر
- من أدعية الاستصحاء
- الدعاء رؤية الهلال
- دعاء عند إفطار الصائم
- الدعاء قبل الطعام
- الدعاء عند الفراغ من الطعام
- دعاء الضيف لصاحب الطعام
- الدعاء لمن سقاه أو إذا أراد ذلك
- دعاء إذا أفطر عند أهل بيت
- دعاء الصائم إذا حضر الطعام ولم يفطر
- ما يقول الصائم إذا سابه أحد
- الدعاء عند رؤية باكورة الثمر
- دعاء العطاس
- ما يقالُ للكافر إذا عطس فحمد الله
- دعاء للمتزوج
- دعاء المتزوج وشراء الدابة
- الدعاء قبل إتيان الزوجة
- دعاء الغضب
- دعاء من رأى مبتلى
- ما يقال في المجلس
- كفارة المجلس
- الدعاء لمن قال غفر الله لك
- الدعاء لمن صنع لك معروفاً
- ما يعصم به من الدجال
- الدعاء لمن قال إني أحبك في الله
- الدعاء لمن عرض عليك ماله
- الدعاء لمن أقرض عند القضاء
- دعاء الخوف من الشرك
- الدعاء لمن قال بارك الله فيك
- دعاء كراهية الطيرة
- دعاء الركوب
- دعاء السفر
- دعاء دخول القرية أو البلدة
- دعاء دخول السوق
- الدعاء إذا تعس المركوب
- دعاء المسافر للمقيم
- دعاء المقيم للمسافر
- التكبير والتسبيح في سير السفر
- دعاء المسافر إذا أسحر
- لدعاء إذا نزل منزلا في سفر أو غيره
- ذكر الرجوع من السفر
- ما يقول ويفعل من أتاه أمر يسره أو يكرهه
- فضل الصلاة على النبي
- لإفشاء السلام
- كيف يرد السلام على الكافر إذا سلم
- دعاء صياح الديك ونهيق الحمار
- دعاء نباح الكلاب بالليل
- الدعاء لمن سببته
- ما يقول المسلم إذا مدح المسلم
- ما يقول المسلم إذا زكي
- كيف يلبي المحرم في الحج أو العمرة
- التكبيرة إذا أتي الركن الأسود
- الدعاء بين الركن اليماني والحجر الأسود
- دعاء الوقوف على الصفا والمروة
- الدعاء يوم عرفة
- الذكر عند المشعر الحرام
- التكبيرة عند رمي الجمار مع كل حصاة
- ما يقول عند التعجب والأمر السار
- ما يفعل من أتاه أمر يسره
- ما يقول من أحس وجعاً في جسده
- دعاء من خشي أن يصيب شيئاً بعينه
- ما يقال عند الفزع
- ما يقول عند الذبح أو النحر
- ما يقول لرد كيد مردة الشياطين
- الاستغفار والتوبة
- فضل التسبيح والتحميد، والتهليل، والتكبير
- كيف كان النبي  يسبح ؟
- من أنواع الخير والآداب الجامعة

## تطوير
- والآن هناك تطبيق على الاندرويد يدعى بحصن المسلم به كلما يحتاجه المسلم من أذكار.

وكذلك على الأجهزة التي تعمل بنظام ios  كمنتجات آبل (الآيفون والآيباد).